# 勝利打點
勝利打點是棒球術語，指的是使球隊獲勝的那一分打點，一般而言，會指擊出勝利打點的打者，不過因為球隊獲勝不一定都是勝利打點所致，所以不是每場比賽都有勝利打點，例如投手投出暴投或失誤導致失分而最後輸球，則該場比賽就沒有勝利打點。